# ロムウェ語
ロムウェ語（Lomwe language）は、主にモザンビーク中部のザンベジア州と、マラウイの南東部で使用されている言語で、マクア語やチェワ語と言語分類的に近い関係にある。ただし、ロムウェ語は地域方言ごとに大きく異なっており、マラウイのロムウェ語とモザンビークのロムウェ語では会話できないほど異なるとされる。本稿ではロムウェ族についても説明を行う。

## 背景
ロムウェ族は、モザンビークのザンベジア州の主要な民族であり、また、マラウイに住む4大民族の1つでもある。マラウイ-モザンビーク国境地域に住んでいるマラウイのロムウェ族には、1930年代のモザンビークでの部族間闘争に追われてモザンビークからマラウイに移住したという歴史的背景がある。現在、マラウイのロムウェ族の90-95%は農村地域に暮らしている。一方、モザンビークのロムウェ族の大部分は、ザンベジア州に暮らしており、特にザンベジア州北部の中心的な町であるグルーエに多い。ちなみにグルーエ（Gurúè）の町の名称は、ブタを意味するロムウェ語の1方言に由来するとも、族長の名に由来するとも言われている。また、ロムウェ語を示す別名が、Anguru, Nguruである。

## 言語
現在のロムウェ語はローマ字を用いて記述され、また、地域ごとに異なる計9種類の方言の存在が報告されている。マラウイでは近年、ロムウェ語を主要言語として用いているのはロムウェ族の年配者のみであり、特に1968年以降のマラウイに生まれたロムウェ族の若者の大部分はチェワ語を使用していることから、マラウイではロムウェ語は消滅しつつある言語となっている。モザンビーク側では、都市部では公用語であるポルトガル語話者も多いが、農村地域の主要な生活言語はロムウェ語である。